# Asynarchus nigriculus
Asynarchus nigriculus är en nattsländeart som först beskrevs av Banks 1908.  Asynarchus nigriculus ingår i släktet Asynarchus och familjen husmasknattsländor. Inga underarter finns listade i Catalogue of Life.